# Syllepte falsalis
Syllepte falsalis là một loài bướm đêm trong họ Crambidae.